# Aneta Niestrawska
Aneta Niestrawska-Wasiak (ur. 30 października 1974 w Kole) – polska urzędniczka samorządowa, w latach 2019–2023 wicewojewoda wielkopolski.

## Życiorys
Ukończyła Liceum Ogólnokształcące w Kłodawie i studia z administracji publicznej na Wydziale Prawa i Administracji Uniwersytetu Szczecińskiego. Przez ponad 20 lat pracowała w administracji samorządowej, m.in. w magistracie gminy Kłodawa kolejno na stanowiskach referenta, podinspektora i inspektora. Była także zatrudniona w sektorze prywatnym.
Od kwietnia 2007 do stycznia 2014 pełniła funkcję sekretarza gminy Kłodawa, później powróciła do pracy urzędniczej. W 2017 objęła  stanowisko sekretarza w gminie Grzegorzew. W 2018 jako kandydatka bezpartyjna (z poparciem PiS) kandydowała na stanowisko burmistrza Kłodawy. Przeszła do drugiej tury, w której uzyskała 42,08% poparcia, przegrywając z Piotrem Michalakiem – bezpartyjnym kandydatem, startującym z własnego komitetu. 26 marca 2019 powołana na stanowisko wicewojewody wielkopolskiego, odpowiadała m.in. za politykę społeczną, sprawy obywatelskie i cudzoziemców oraz nadzór nad Kuratorium Oświaty. 15 grudnia 2020 tymczasowo zastąpiła Łukasza Mikołajczyka na stanowisku wojewody wielkopolskiego. W grudniu 2023 zakończyła pełnienie funkcji wicewojewody. 
W wyborach samorządowych w 2024 roku uzyskała mandat radnej rady powiatu kolskiego. W sierpniu 2024 objęła stanowisko kierownika administracyjnego Urzędu Miejskiego w Sompolnie.

## Życie prywatne
Mieszka w Kłodawie. Ma dwoje dzieci.